# Rally van Frankrijk
De Rally van Frankrijk, formeel bekend als Rallye de France - Alsace, was tussen 2010 en 2014 de Franse ronde van het wereldkampioenschap rally. Hiervoor, tussen 1973 en 2008, was de Rally van Corsica het gastevenement voor Frankrijk in het WK rally, maar de International Sportsworld Communicators, die op dat moment de commerciële rechten behielden van de sport, besloten de overstap te maken naar het vasteland. De rally, die voortkwam uit de voormalige Rallye Alsace-Vosges, werd verreden in de Elzas regio en vond zijn basis in Straatsburg. Sinds 2015 wordt de Franse WK-ronde echter weer verreden in Corsica.

## Lijst van winnaars

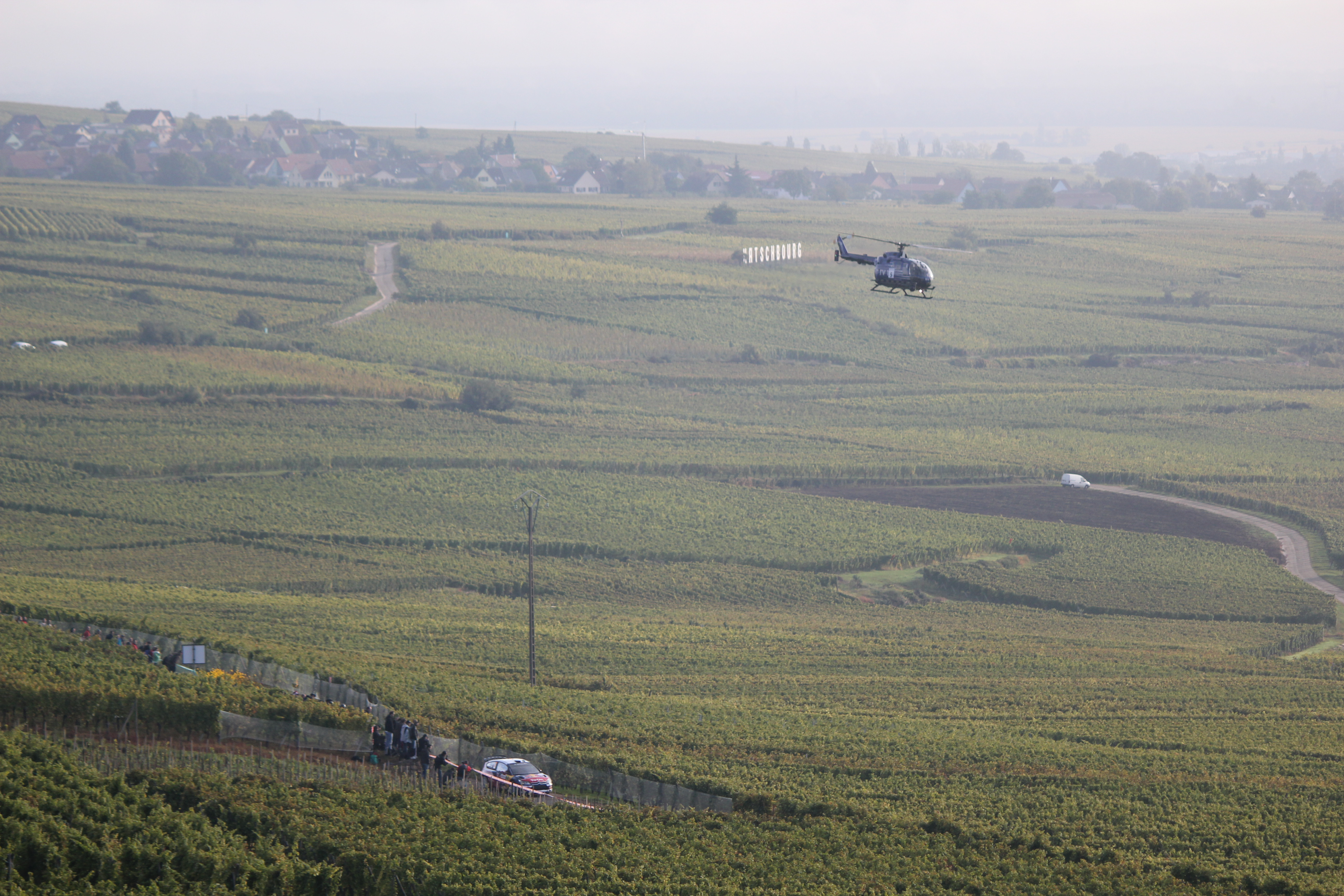
Het decor van de rally in 2010

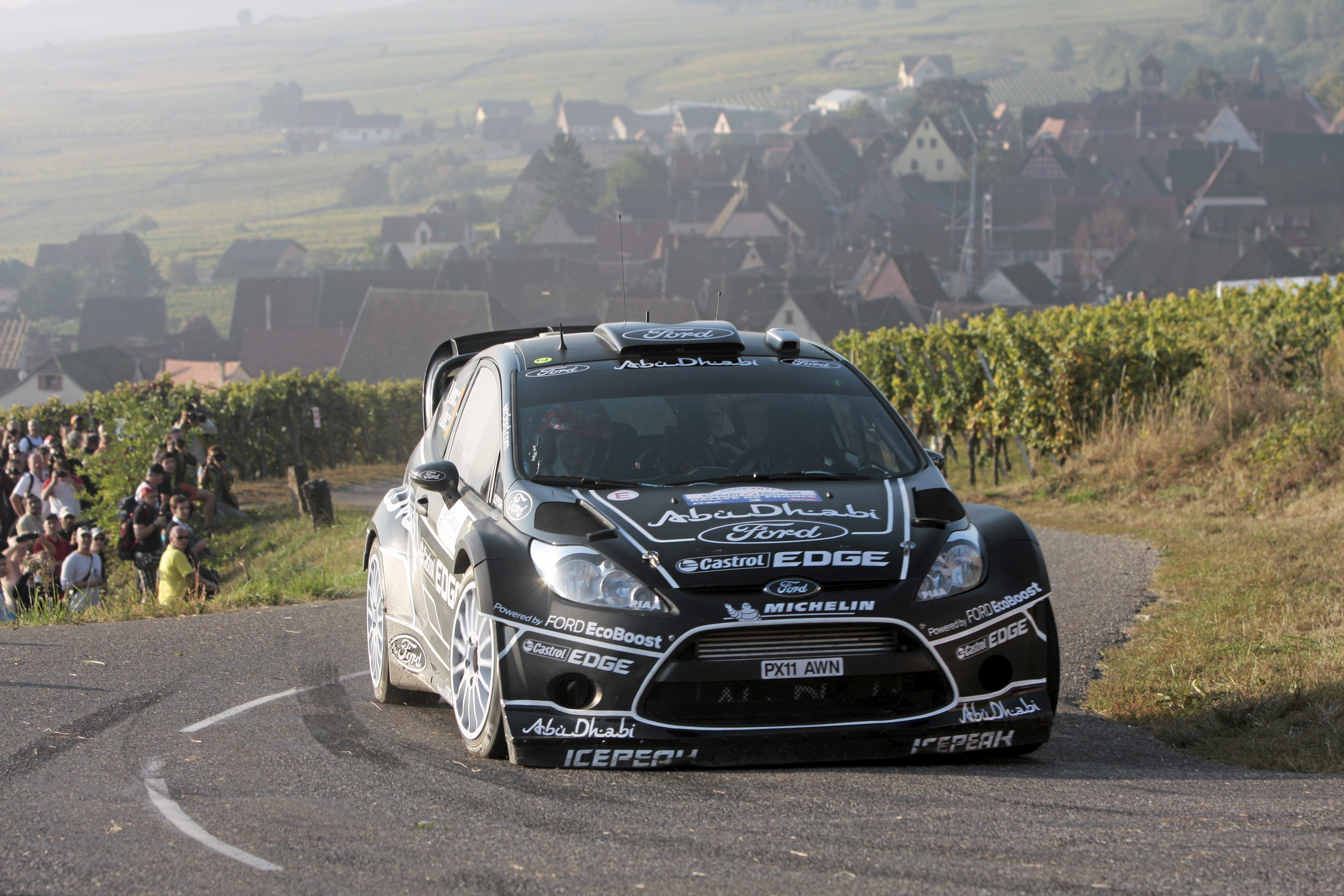
Mikko Hirvonen actief in de rally in 2011

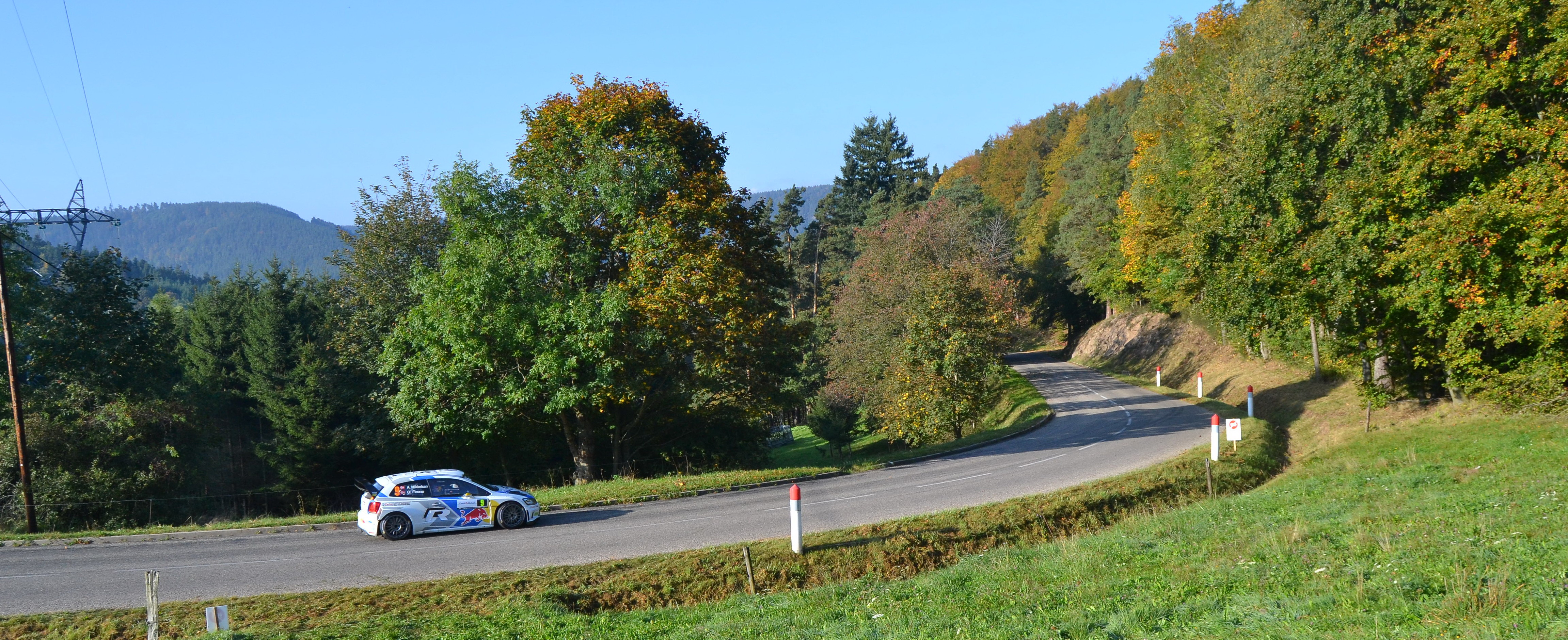
Andreas Mikkelsen in actie tijdens de laatste editie in 2014

| Editie | Seizoen | Rijder             | Navigator        | Auto                  |
| ------ | ------- | ------------------ | ---------------- | --------------------- |
| 5      | 2014    | Jari-Matti Latvala | Miikka Anttila   | Volkswagen Polo R WRC |
| 4      | 2013    | Sébastien Ogier    | Julien Ingrassia | Volkswagen Polo R WRC |
| 3      | 2012    | Sébastien Loeb     | Daniel Elena     | Citroën DS3 WRC       |
| 2      | 2011    | Sébastien Ogier    | Julien Ingrassia | Citroën DS3 WRC       |
| 1      | 2010    | Sébastien Loeb     | Daniel Elena     | Citroën C4 WRC        |